# Aigun

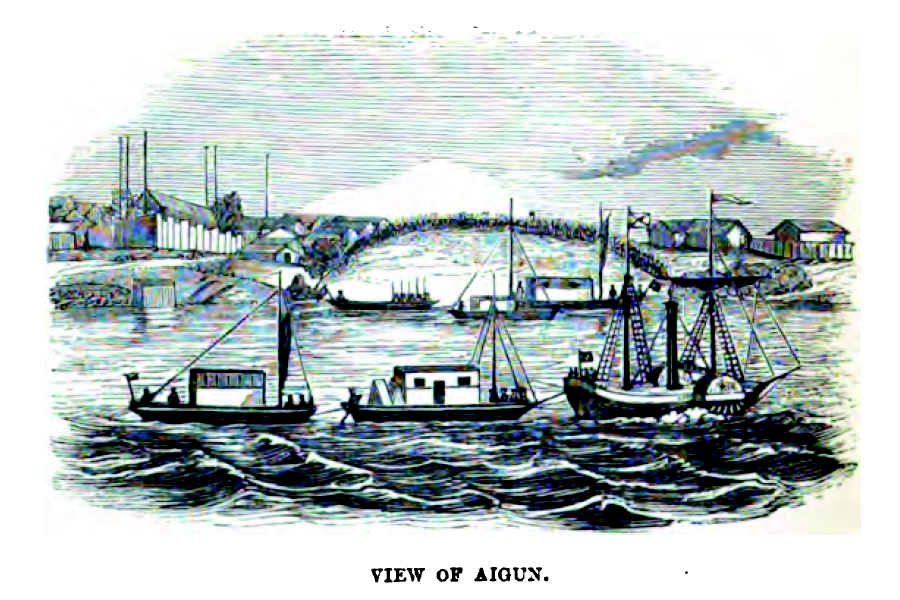
Vista de la ciudad de Aigun y los barcos de la expedición de Muraviev al río Amur (1854)

Aigun (chino simplificado: 瑷珲, chino tradicional: 璦琿, pinyin: Àihún; manchú: ᠠᡳ᠌ᡥᡡᠨ ᡥᠣᡨ᠋ᠣᠨ Aihūn Hoton) fue una ciudad histórica china en el norte de Manchuria, situada en la orilla derecha del río Amur, a unos 30 kilómetros al sur (aguas abajo) de la zona urbana central de Heihe (que, a su vez, está al otro lado del Amur enfrente de la desembocadura del río Zeya y Blagovéshchensk).
El nombre chino de la ciudad, que literalmente significa "brillante jade", es una transliteración de los manchúes original (o Ducher) nombre de la ciudad.
Hoy en día la antigua ciudad de Aigun se llama Aihui, es parte del Distrito Aigun, que a su vez es parte de la ciudad-prefectura de Heihe. Heihe es una de las principales ciudades de la provincia de Heilongjiang.